# Eusebio de Esztergom
Beato Eusebio de Esztergom (o Estrigonia) (en húngaro: Boldog Özséb) (Esztergom, 1200 – Pilisszentkereszt, 20 de enero de 1270), religioso húngaro fundador de la Orden de San Pablo Primer Eremita (orden de los paulinos).

## Biografía
La vida de Eusebio es relatada por el códice en latín conocido como "La vida de los hermanos de San Pablo de Tebas" de Gregorio Gyöngyösi. El cronista no menciona los nombres de sus padres, pero si afirma que proviene de familias de la alta nobleza húngara del siglo XIII. Cécile Tormay inclusive lo relaciona con la familia real de la Casa de Árpad, así como otros lo consideran hijo de uno de los ispán más influyentes de la corte.
Eusebio estudió en una escuela canónica local, y la tradición lo describe como un sacerdote de carácter serio, reservado y bondadoso. Pronto ascendió al cargo de canónigo en Esztergom. En su tiempo libre escribió libros, de los cuales inclusive ha quedado el título de varias de sus obras religiosas. De las descripciones de Gyöngyösi se puede concluir que la mayoría de estos se trataban de escritos de derecho eclesiástico.
Mantuvo una relación activa con los ermitaños de la zona quienes solían viajar a la ciudad para cambiar sus cestas tejidas por alimentos. Eusebio los visitó en varias ocasiones, e inclusive también deseó para sí mismo la vida de ermitaño, sin embargo el arzobispo de Esztergom Esteban Váncsa no le dio autorización para ello.
Durante la invasión de los tártaros a Hungría en 1241, estos asediaron la ciudad de Esztergom, pero no consiguieron tomarla. A consecuencia de la gran cantidad de heridos, se halló en la necesidad de atenderlos, hasta que en 1246 finalmente obtuvo el permiso del arzobispo para retirarse.
De esta manera renunció a su cargo y repartió sus bienes personales, alejándose a las montañas rocosas junto al asentamiento de Piliszántó. Ahí adoptó la vida de ermitaño junto con dos compañeros religiosos que fueron con él, tomando como morada una cueva frente a la cual colocó una gran cruz de madera.
En una oportunidad mientras rezaba frente a la cruz tuvo una visión: En las profundidades del bosque muchas llamas pequeñas ardían. Las llamas se alimentaban unas a las otras y al pie de la cruz una gran llamarada consumía su base. Una podersa voz emanó de la cruz y le dijo: "Eusebio, reúne a tus hermanos ermitaños y forma una comunidad!"
Obedeciendo a su visión, en 1250 hizo construir junto a la cueva el monasterio y su iglesia. Pronto muchos comenzaron a unírsele, conducidos bajo la sabia y culta personalidad de Eusebio.
Tras esto Eusebio viajó hacia los grupos de ermitaños más importantes del reino húngaro. Primero a las montañas de San Jacobo junto a la ciudad de Pécs, donde se encontró con los religiosos que llevaban dicho estilo de vida ya desde 1225.
Le pidió al obispo de Pécs, Bartolomé, las reglas escritas por dicho jerarca de la Iglesia y pronto ambas comunidades se unificaron en una sola, escogiendo a Eusebio como su líder. Su comunidad escogió como patrón en común al ermitaño San Pablo de Tebas y se llamaron a sí mismos "los hermanos del ermitaño San Pablo". Puesto que el primer monasterio fue construido en honor de la Santa Cruz, por mucho tiempo fueron llamados "los hermanos de la Santa Cruz". A estos dos monasterios pronto cada vez fueron sumándoseles otros más, quienes siguieron el mismo estilo de vida propuesto.
En el concilio celebrado en Esztergom en 1256, Eusebio firmó los documentos como provenzal de la orden de San Pablo. En 1262 viajó a Roma con varios compañeros para pedir la aprobación de la Santa Sede, para la oficialización de la orden religiosa. Allí logró obtener la simpatía ante el papa Urbano IV, luego de ser apoyado por Santo Tomás de Aquino, quien era hijo de una mujer de origen húngaro. El papa no aprobó la orden, porque consideraba que no podría sostenerse económicamente por sí sola, por lo cual le confió a Pablo, el obispo de Veszprém, el examen de los monasterios y claustros de la orden. Luego de haberlo realizado, Pablo reportó al papa, quien de inmediato aprobó la orden bajo el nombre de "Orden de San Pablo Primer Eremita"
Eusebio murió en su monasterio construido en honor a la Santa Cruz luego de una grave enfermedad. Fue enterrado en la iglesia del monasterio.
El animal del escudo de la orden del Beato Eusebio fue el cuervo, y un gran promotor y protector de la orden también fue el rey Matías Corvino de Hungría.
Su nombre se le otorgó a la plebania de Óbuda.